# Anna Bell Peaks
Anna Bell Peaks, née le 26 juillet 1981 à Chatsworth, en Californie, est une ancienne actrice pornographique et modèle érotique américaine.

## Biographie
Peaks est née en juillet 1981, à Chatsworth, dans la Vallée de San Fernando (ville de Los Angeles), en Californie. Après avoir obtenu son diplôme de l'école secondaire, elle est allée à l'Université, où elle a étudié pour obtenir un diplôme en comptabilité. Pour payer ses études, elle a commencé à faire des spectacles en ligne en tant que cam-girl, et a rapidement gagné en popularité.
Elle décide d'entrer dans l'industrie du cinéma porno, en 2015, à l'âge de 34 ans. Son corps se distingue par la grande variété de tatouages qui le couvrent.
En 2016, elle est nommée aux AVN Awards,,, puis, en 2017, elle est nommée aux XBIZ Awards,.
À ce jour, elle a enregistré des films pour des studios comme Evil Angel, Elegant Angel, Digital Sin, Wicked, Real Play Kings, Pure Play Media, Naughty America, New Sensations, Digital Playground or Brazzers, entre autres.

## Filmographie sélective
- 2015 : Anna Bell Peaks Deep Troat
- 2015 : Anna Bell Peaks POV
- 2015 : I Love Big Toys 41
- 2015 : Female Masturbation
- 2015 : ZZ Hospital - No Love, Just Lust
- 2016 : Deep Throat League 2
- 2016 : Glory Hole: Anna Bell Peaks and Iris Rose
- 2016 : Pretty Kitties 2
- 2016 : Suicide Squad XXX: An Axel Braun Parody
- 2017 : Anna Bell Peaks Fucks Her Panty Fetish Fan
- 2017 : Anna Bell Peaks Throws Fan a Bone
- 2017 : Back in the Butt
- 2017 : Bloodthirsty Biker Babes 1
- 2017 : Bloodthirsty Biker Babes 2
- 2017 : Evil Creampies
- 2017 : Jessica Drake is Wicked
- 2017 : Putting Her Feet Up
- 2017 : Anna Bell is Hungry for Anal
- 2018 : Eric Fucks Anna Bell Peaks
- 2018 : Inked By Peaks
- 2018 : Make It Rain
- 2018 : Sascha Finally Bangs Tattooed Model Anna Bell Peaks
- 2018 : Squirting Anna Bell's Creampie Fuck
- 2018 : Squirting With Anna Bell
- 2018 : Vienna and AnnaBell JerkOff Instructors 4k
- 2019 : Awesome Threesome with Porn Stars Anna Bell Peaks and Saya Song
- 2019 : Inked Beauties Anna Bell Peaks and Tana Lea Share A Big Hard Cock
- 2019 : Karma Rx Makes Anna Bell Cum Hard
- 2020 : Anna Bell Peaks Fucks Her Pa
- 2020 : Anna Bell Peaks Hotel Fuck Fun
- 2020 : Anna Bell Peaks Tittyfucks a Big Cock

## Récompenses et nominations

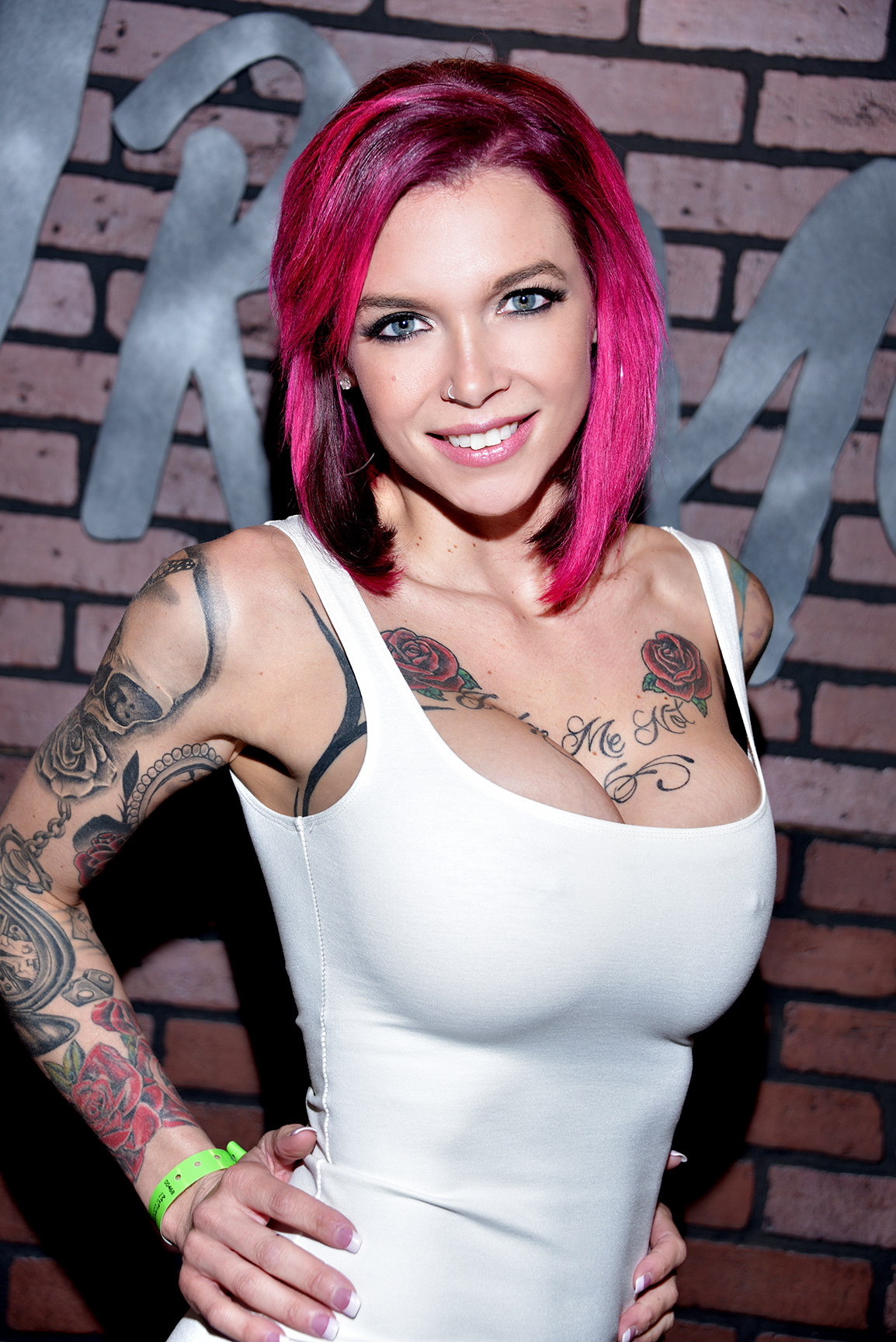
Anna Bell Pics à EXXXotica Denver 2017

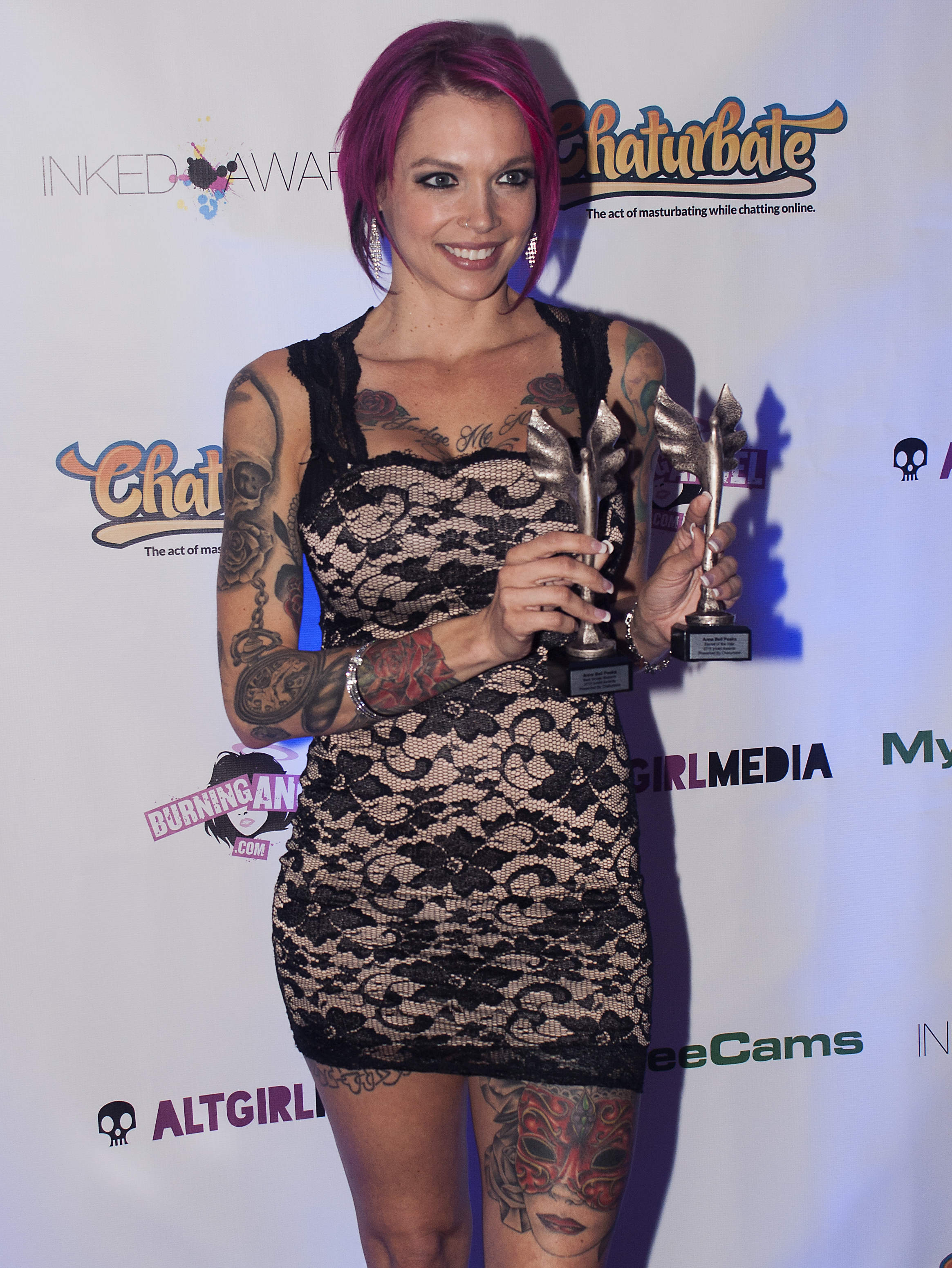
Anna Bell Pics à Inked Awards de 2016, avec deux prix

| Année | Cérémonie             | Résultat   | Prix                             | Film                                      |
| ----- | --------------------- | ---------- | -------------------------------- | ----------------------------------------- |
| 2015  | Inked Awards          | Lauréat    | Camgirl of the Year              | NC                                        |
| 2015  | Inked Awards          | Nomination | Best Ass                         | NC                                        |
| 2015  | Inked Awards          | Lauréat    | Perfect Pussy                    | NC                                        |
| 2015  | Inked Awards          | Nomination | Best Boobs                       | NC                                        |
| 2015  | Inked Awards          | Nomination | Media Queen                      | NC                                        |
| 2015  | Nightmoves            | Nomination | Best Ink                         | NC                                        |
| 2015  | Nightmoves Fan Awards | Nomination | Best Ink                         | NC                                        |
| 2016  | AVN Award             | Nomination | Hottest Newcomer                 | NC                                        |
| 2016  | AVN Award             | Nomination | Biggest Web Celebrity            | NC                                        |
| 2016  | AVN Award             | Nomination | Best solo/tease performance      | I Love Big Toys 41                        |
| 2016  | Nightmoves            | Nomination | Best “Adult Star” Feature Dancer | NC                                        |
| 2016  | Nightmoves            | Nomination | Mejor presencia online           | NC                                        |
| 2016  | Nightmoves Fan Awards | Nomination | Best “Adult Star” Feature Dancer | NC                                        |
| 2016  | Nightmoves Fan Awards | Nomination | Mejor presencia online           | NC                                        |
| 2016  | Inked Awards          | Nomination | Best group scene                 | I Banged My Tattoed Stepsister in the Ass |
| 2016  | Inked Awards          | Lauréat    | Starlet of the Year              | NC                                        |
| 2016  | Inked Awards          | Lauréat    | Best Model Website               | NC                                        |
| 2016  | Inked Awards          | Nomination | Social media queen               | NC                                        |
| 2016  | Inked Awards          | Lauréat    | Perfect vagina                   | NC                                        |
| 2017  | XBiz Awards           | Nomination | Best New Starlet                 | NC                                        |
| 2017  | XBiz Awards           | Nomination | Biggest Web Celebrity            | NC                                        |
| 2017  | XBiz Awards           | Nomination | Best Supporting Actress          | Suicide Squad XXX: An Axel Braun Parody   |
| 2018  | Altporn Awards        | Nomination | Female Performer of the Year     | NC                                        |
| 2018  | AVN Award             | Nomination | MILF Performer of the Year       | NC                                        |
| 2018  | Inked Awards          | Nomination | Best Anal Performer              | NC                                        |
| 2018  | Inked Awards          | Nomination | Best Ass                         | NC                                        |
| 2018  | Inked Awards          | Nomination | Best Girl-Girl Scene             | Bloodthirsty Biker Babes 1                |
| 2018  | Inked Awards          | Nomination | Best Group Scene                 | Bloodthirsty Biker Babes 2                |
| 2018  | Inked Awards          | Nomination | Best Oral                        | NC                                        |
| 2018  | Inked Awards          | Nomination | Best Tits                        | NC                                        |
| 2018  | Inked Awards          | Nomination | Female Performer of the Year     | NC                                        |
| 2018  | Inked Awards          | Nomination | Perfect Pussy                    | NC                                        |
| 2018  | Inked Awards          | Nomination | Scene of the Year                | Putting Her Feet Up                       |
| 2018  | Nightmoves            | Nomination | Best Boobs                       | NC                                        |
| 2018  | Nightmoves            | Nomination | Best Ink                         | NC                                        |
| 2018  | XBiz Awards           | Nomination | Best Scene - Gonzo Release       | Evil Creampies                            |
| 2018  | XBiz Awards           | Nomination | Best Sex Scene – All-Sex Release | Jessica Drake is Wicked                   |
| 2019  | AVN Award             | Nomination | MILF Performer of the Year       | NC                                        |
| 2019  | Inked Awards          | Nomination | Best Anal                        | NC                                        |
| 2019  | Inked Awards          | Nomination | Best Ass                         | NC                                        |
| 2019  | Inked Awards          | Nomination | Best Ink                         | NC                                        |
| 2019  | Inked Awards          | Nomination | Best Model Website               | NC                                        |
| 2019  | Inked Awards          | Nomination | Best Oral                        | NC                                        |
| 2019  | Inked Awards          | Nomination | Best Tits                        | NC                                        |
| 2019  | Inked Awards          | Nomination | Perfect Pussy                    | NC                                        |
| 2020  | Altporn Awards        | Nomination | Best Clip Artist of the Year     | NC                                        |